# Salon des artistes décorateurs

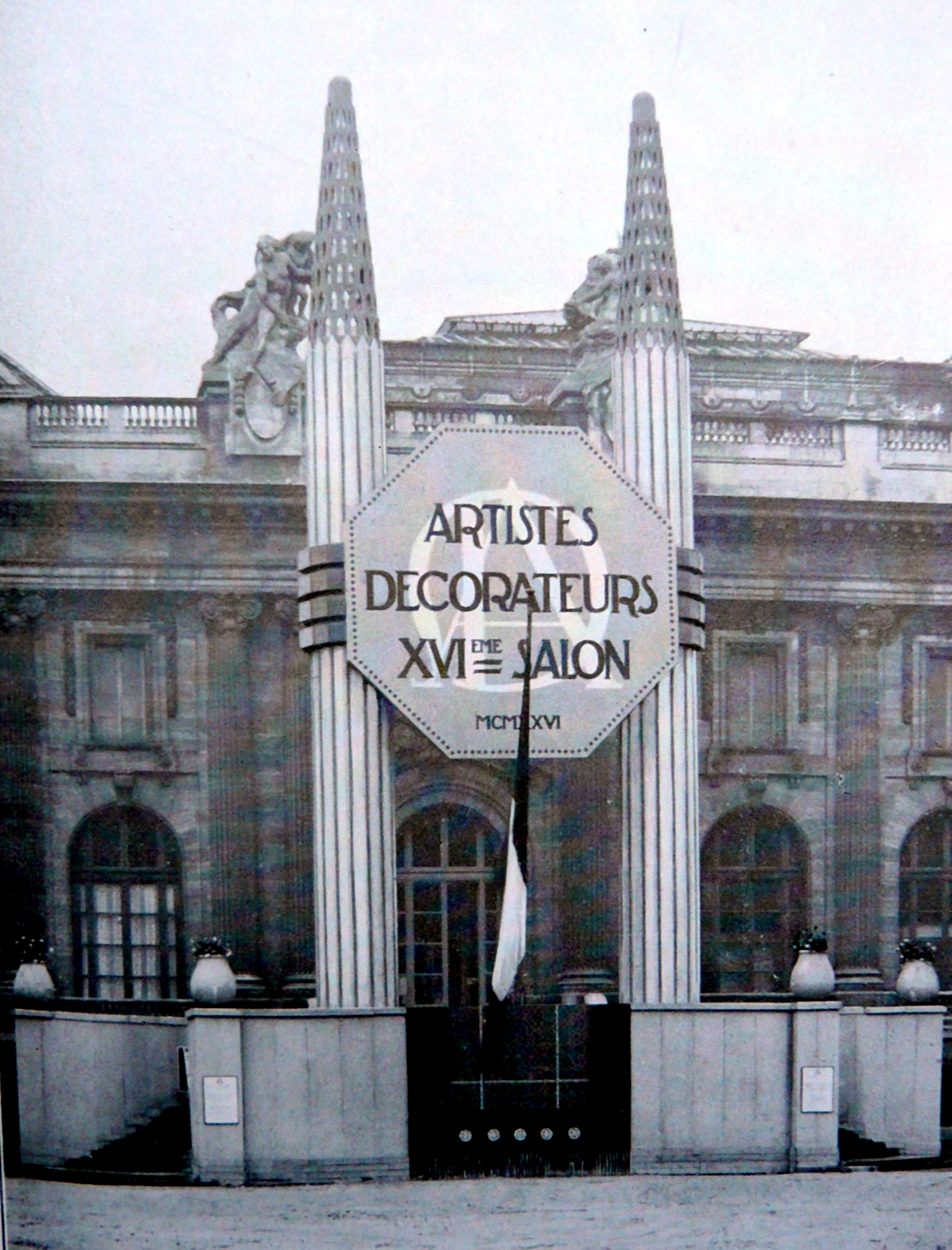
Le Salon des artistes décorateurs au Grand Palais en 1926.

Le Salon des artistes décorateurs (SAD) est un événement créé en 1904, contemporain de l’ouverture du musée des Arts décoratifs de Paris. Il a été imaginé par la Société des artistes décorateurs fondée en 1901 dont l’acronyme peut à la fois désigner la Société (la SAD) et le Salon (le SAD). Tous les deux connaissent un apogée au moment de l'Exposition internationale des Arts décoratifs et industriels modernes de 1925 quand s'impose le style Art déco. Bien qu'il ait perdu une large part de sa renommée internationale après la Seconde Guerre mondiale, il est redynamisé dans les années 1980 sous la tutelle du ministère de la Culture.

## Le métier d’artiste décorateur

### De l’architecture intérieure à l’industrie
L’histoire du métier de décorateur d’intérieur recoupe approximativement celle de la mode et connaît une première reconnaissance au XVIIIe siècle avec l’émergence de l’architecture d’intérieur qui accorde une importance croissante au « tapissier-décorateur » relativement à l’architecte. Puis le métier vit une nouvelle réorientation au XIXe siècle avec la Révolution industrielle qui se conjugue à une multiplication des écoles d’arts appliqués et à une vulgarisation des ornements. Le catalogue du SAD de 1958 résume ainsi la situation :

« C’est alors que l’industrie d’art, et les métiers qui s’y rattachent, vont vivre sur des formules stéréotypées. Le pastiche et le mauvais goût envahiront bien des demeures. Une saine réaction prend naissance. Il se fonde, en 1863, l’Union centrale des arts appliqués à l’industrie, puis l’Union centrale des arts décoratifs, et en 1889, la Société d'encouragement à l'art et à l'industrie. La gravité du problème alerte l’opinion publique à la suite d’une énergique campagne menée par Roger Marx et Frantz Jourdain. Un congrès des arts décoratifs réunit plus de 400 délégués. À la suite de ce Congrès, il est décidé de fonder la Société des artistes décorateurs en 1901. »

### Naissance et disparition des artistes décorateurs
La revendication du statut d'artiste pour le décorateur est une idée prolongeant celle des Arts and Crafts, William Morris souhaitant en 1880 « faire des artisans de nos artistes et de nos artisans des artistes ». L'idée est internationalement soutenue par Henry Van de Velde alors que s’impose l’Art nouveau. En France, le statut d'« artiste décorateur » est immédiatement défendu par les protagonistes de ce mouvement qui officialisent la situation en créant la Société des artistes décorateurs en 1901 : sont artistes décorateurs les membres de cette société prestigieuse, les décorateurs non-adhérents étant de facto de simples « ensembliers ». Ce métier va immédiatement se confondre avec la conception d’un ameublement luxueux puis, rapidement, avec le style Art déco. 
Jusqu'au milieu du XXe siècle, la fonction de décorateur va correspondre au rôle d'architecte d’intérieur, travaillant sur mesure pour chaque client, allant jusqu'à dessiner chaque pièce, meuble et détail se rapportant aux arts décoratifs. L’exécution des objets est ensuite confiée à des artisans renommés (ébéniste, ferronnier, sculpteur, céramiste, etc.). Les relations entre les différents corps de métier deviennent vite difficiles et le SAD subit une première crise dès 1929 lors de la séparation de l'Union des artistes modernes, principalement des architectes et de professionnels comme les affichistes, éclairagistes (une nouvelle compétence), orfèvres-bijoutiers ou relieurs qui s'estimaient floués par une surreprésentation grandissante des maisons de décoration. De fait, le métier de décorateur disparaît progressivement après la Seconde Guerre mondiale quand l'industrialisation des meubles dessinés par des « créateurs de modèles » devient effective et que s'opère une distinction administrative entre les métiers d'architecte, de dessinateur industriel (designer) et d'architecte d'intérieur, ce dernier finissant par prendre le contrôle de la SAD par l'entremise du Syndicat national des architectes d'intérieur (SNAI) dont la plateforme est l'École Boulle et qui est habilité à délivrer les homologations de diplômes pour la profession. La dernière grande génération de décorateurs qui se révèlent à la SAD dans les années trente comme André Arbus, Jules Leleu ou Jean Royère disparaît avec sa clientèle dans les années soixante. Dans les années d'après-guerre, la SAD joue un rôle essentiel dans les propositions d'ameublement pour les sinistrés et les classes populaires, à la demande expresse du ministère de la Production industrielle. Elle opère ainsi une évolution vers le meuble de série à bon marché, tout en présentant des meubles fondés sur de nouveaux modes de fabrication tels que l'isorel, le contreplaqué moulé, le métal ou le Formica. Elle rencontre cependant la concurrence montante des designers italiens.
Les difficultés rencontrées en France autour de la notion de « décoration », en raison du triomphe du dogme du fonctionnalisme qui balaye l'usage de l'ornement et toute référence aux styles du passé et qui est paradoxalement prôné par le SNAI, ne facilitent pas la lisibilité du Salon des artistes décorateurs dont l'impact va s'affaiblir très nettement à partir des années 1960. 
Hors de France, le métier d’artiste décorateur a peu d’équivalent, le travail d’architecture intérieure étant le plus souvent confié à l’architecte. S'il est aujourd'hui raréfié, le nom de « décorateur-ensemblier » a plutôt été utilisé ces dernières années par les techniciens chargés de réaliser des décors factices, plus ou moins provisoires, pour une représentation théâtrale (décorateur (théâtre)) ou pour un tournage audiovisuel (chef décorateur). Cependant, certains professionnels comme Alberto Pinto ou Jacques Garcia se revendiquent ouvertement de ce vocable, qui revient sur les cartes de visite d’une nouvelle génération de praticiens tels que la décoratrice Sarah Lavoine ou l'antiquaire Florence Lopez. Se faisant volontiers ambassadeurs de l'élégance française ou si l'on veut de la French touch, et désireux de se démarquer du design, ils créent leur propre style ou « maison » en assemblant des objets dessinés ou chinés dans des décors conçus pour de prestigieux clients puis repris dans la presse, pour inspirer enfin les magazines et magasins de décoration s’adressant, eux, au grand public.

## La SAD et le SAD: statuts et événements

### Statuts officiels

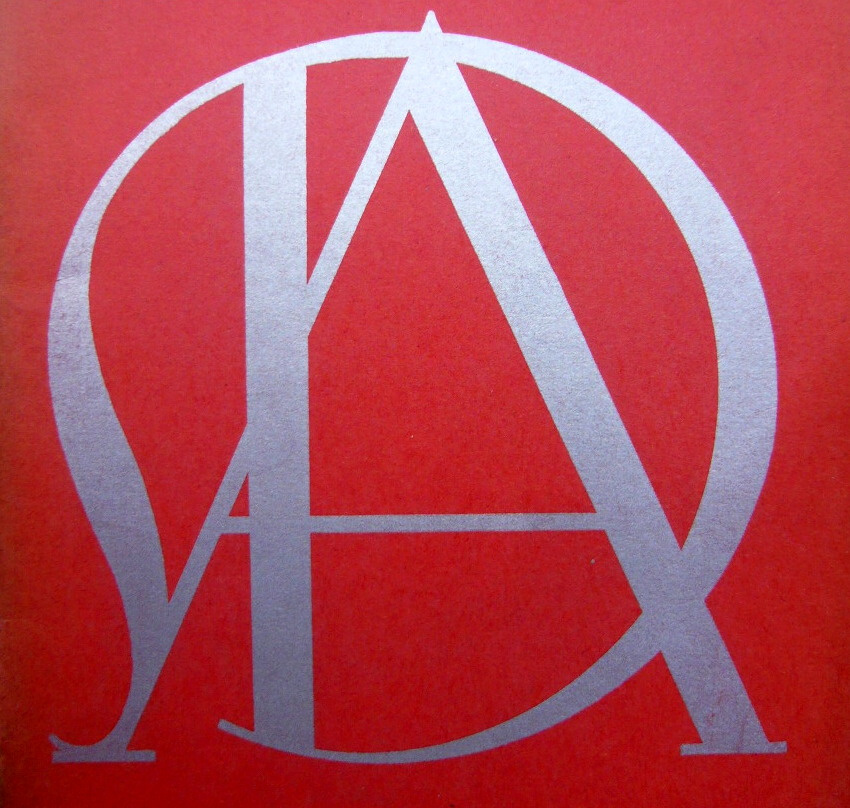
Logo SAD, 1930. Société des artistes décorateurs

La SAD est fondée en 1901 et reconnue d'utilité publique par décret du 25 juin 1924. Elle a pour but, aux termes de ses statuts : 

« 1° L'organisation, en France et à l'étranger, d’expositions de tendances neuves. 
- 2° Le relèvement des Arts appliqués.
- 3° La participation active à toutes les manifestations, et à toutes les mesures publiques ou privées, intéressant, à quelque titre que ce soit, tout ce que l’on désigne habituellement sous les noms d'art décoratif, d’art industriel et d’Art appliqué.
- 4° L'étude de toutes les questions d’enseignement, de législation, de propriété artistique, de défense des intérêts collectifs ou privés.
La Société se compose : 
1° De membres actifs ; 
2° De membres associés ; 
3° De membres honoraires ; 
4° De membres d’honneur. »

Par décret en date du 12 avril 2016, le décret qui a reconnu comme établissement d'utilité publique l'association dite « Société des artistes décorateurs » est abrogé.

### Fondateurs et présidents
Membres fondateurs : René Guilleré, Hector Guimard, Eugène Gaillard, Eugène Grasset, Maurice Dufrêne, Paul Follot, Eugène Belville.
Présidents :
- 1903-1904 : Guillaume Dubufe
- 1905-1910 : Émile Vernier
- 1907-1908 : Edmé Couty
- 1911 : René Guilleré
- 1912 : Henry Marcel
- 1913-1923 : Paul Vitry
- 1923 : Maurice Bokanowski
- 1933 : André Tardieu
- 1939 : Louis Süe
- 1940-1942 : Auguste Perret
- 1943-1945 : André Domin[7]
- 1945-1947 : René Gabriel
- 1947-1949 : Jacques Adnet
- 1950-1953 : Jacques Mottheau [8]
- 1954-1957 : André Renou [9]
- 1958-1961 : Étienne-Henri Martin
- 1966-1968 : Joseph-André Motte
- 1970-1972 : Antoine Philippon
- 1974-1977 : Jean-Louis Berthet
- 1980-2008 : Jean-Pierre Khalifa († 2012)
- ainsi que Jacques Nathan-Garamond

### Salons et expositions
| Année                   | Numéro    | Lieu                                                    | Thème et remarques                                         | Catalogue en ligne                   |
| ----------------------- | --------- | ------------------------------------------------------- | ---------------------------------------------------------- | ------------------------------------ |
| 1904 (16.1. - 16.2)     | 1er salon | Petit Palais de la Ville de Paris                       |                                                            | Bibliothèques Patrimoniales de Paris |
| 1906 (16.11 - 31.12)    | 2e salon  | Musée des arts décoratifs de Paris, Pavillon de Marsan. |                                                            |                                      |
| 1907 (30.10 - 10.12)    | 3e salon  | Pavillon de Marsan                                      |                                                            |                                      |
| 1908 (6.11 - 12.11)     | 4e salon  | Pavillon de Marsan                                      |                                                            |                                      |
| 1910 (4.3. - 4.4.l)     | 5e salon  | Pavillon de Marsan                                      |                                                            | Gallica                              |
| 1911 (23.2. - 26.3.)    | 6e salon  | Pavillon de Marsan                                      |                                                            | Gallica                              |
| 1912 (27.2. - 1.4.l)    | 7e salon  | Pavillon de Marsan                                      |                                                            |                                      |
| 1913 (21.2. - 31.3.)    | 8e salon  | Pavillon de Marsan                                      |                                                            | Bibliothèques Patrimoniales de Paris |
| 1914 ou 15 (26.2.-29.3) | 9e salon  | Pavillon de Marsan                                      |                                                            | Bibliothèques Patrimoniales de Paris |
| 1919 (28.3. - 30.4.l)   | 10e salon | Pavillon de Marsan                                      |                                                            |                                      |
| 1920                    | 11e salon | Pavillon de Marsan                                      |                                                            |                                      |
| 1921                    | 12e salon | Pavillon de Marsan                                      |                                                            |                                      |
| 1922                    | 13e salon | Pavillon de Marsan                                      |                                                            | Bibliothèques Patrimoniales de Paris |
| 1923                    | 14e salon | Grand Palais                                            |                                                            |                                      |
| 1924                    | 15e salon | Grand Palais                                            |                                                            |                                      |
| 1926                    | 16e salon | Grand Palais                                            |                                                            |                                      |
| 1927                    | 17e salon | Grand Palais                                            |                                                            |                                      |
| 1928                    | 18e salon | Grand Palais                                            |                                                            |                                      |
| 1929                    | 19e salon | Grand Palais                                            |                                                            |                                      |
| 1930                    | 20e salon | Grand Palais                                            | Avec section allemande organisée par le Deutscher Werkbund |                                      |
| 1931                    | 21e salon | Grand Palais                                            |                                                            | Gallica                              |
| 1932                    | 22e salon | Grand Palais                                            |                                                            |                                      |
| 1933                    | 23e salon | Grand Palais                                            |                                                            |                                      |
| 1934                    | 24e salon | Grand Palais                                            | Avec section d’art japonais                                |                                      |
| 1935                    | 25e salon | Grand Palais                                            |                                                            | Gallica                              |
| 1936                    | 26e salon | SAD au Grand Palais                                     |                                                            |                                      |
| 1937                    | 27e salon | Esplanade des Invalides, Pavillon des Salons            |                                                            |                                      |
| 1938                    | 28e salon | Grand Palais                                            |                                                            |                                      |
| 1939                    | 29e salon | Grand Palais                                            |                                                            |                                      |
| 1942                    | 30e salon | Palais de Tokyo                                         |                                                            | Gallica                              |
| 1945 (6. à 8.)          | 31e salon | Palais de Tokyo                                         |                                                            | Galica                               |
| 1946                    | 32e salon | Palais de Tokyo                                         |                                                            | Gallica                              |
| 1947                    | 33e salon | Palais de Tokyo                                         |                                                            |                                      |
| 1948                    | 34e salon | Palais de Tokyo                                         |                                                            |                                      |
| 1949                    | 35e salon | Grand Palais                                            |                                                            |                                      |
| 1952                    | 36e salon |                                                         |                                                            |                                      |
| 1953                    | 37e salon |                                                         |                                                            |                                      |
| 1954                    | 38e salon |                                                         |                                                            |                                      |
| 1955                    | 39e salon |                                                         |                                                            |                                      |
| 1956                    | 40e salon |                                                         |                                                            |                                      |
| 1959                    | 41e salon |                                                         |                                                            |                                      |
| 1961                    | 42e salon |                                                         |                                                            |                                      |
| 1963                    | 43e salon |                                                         |                                                            |                                      |
| 1965                    | 44e salon |                                                         | À la ville, à la campagne                                  |                                      |
| 1967                    | 45e salon |                                                         | L’art de vivre                                             |                                      |
| 1969                    | 46e salon |                                                         | Espace et lumière                                          |                                      |
| 1972                    | 47e salon | Montréal                                                |                                                            |                                      |
| 1975                    | 48e salon |                                                         | Surfaces                                                   |                                      |
| 1977                    | 49e salon |                                                         |                                                            |                                      |
| 1979                    | 50e salon |                                                         |                                                            |                                      |
| ????                    | 51e salon |                                                         |                                                            |                                      |
| 1983                    | 52e salon |                                                         | Habiter, c’est vivre                                       |                                      |
| 1985                    | 53e salon |                                                         | Style 85, c'est l'Europe de la création                    |                                      |
| 1987                    | 54e salon |                                                         | Le Temps des Créateurs                                     |                                      |
| 1990                    | 55e salon |                                                         | Les années 90                                              |                                      |
| 2002                    | 56e salon |                                                         | European Way(s) of life                                    |                                      |

Autres présences à expositions et salons
- 1904 : Ensemble du Salon de réception du Commissariat général français à l’Exposition universelle de 1904 à Saint-Louis (Missouri)
- 1905 : Participation à l’Exposition coloniale d’art décoratif et au Salon des Arts de la Femme. Participation à l'Exposition universelle de Saint-Louis (États-Unis)
- 1906 : Exposition de janvier 1906 au Musée Galliera. Participation à l'Exposition internationale de Milan (Catalogue spécial officiel de la Section française - Section D - Arts Décoratifs)
- 1909 : Exposition française d’art décoratif de Copenhague en collaboration avec le Comité Français des Expositions à l'étranger
- 1910 : Collaboration à l’Exposition universelle de Bruxelles de 1910
- 1911 : Collaboration à l'Exposition internationale des Industries et du Travail de Turin. 7e SAD (27 février - 1er avril) au Pavillon de Marsan
- 1913 : Collaboration à l’Exposition universelle de 1913 à Gand
- 1915 : Collaboration a l’Exposition internationale de Lyon. Collaboration à l’Exposition universelle de 1915 de San Francisco
- 1919 : Une Exposition rétrospective des Morts de la Guerre
- 1920 : Collaboration à L'Exposition internationale d’Art céramique et d’Art textile de Haarlem
- 1921 : Collaboration à l’Exposition d’art français en Rhénanie. Collaboration a l'Exposition d’Art Décoratif de Strasbourg
- 1922 : Exposition « L’art du métal » au Musée des Arts Décoratifs de Genève. Exposition d’Art appliqué organisée au Grand Palais
- 1923 : Collaboration à l’Exposition des Beaux-arts à Mulhouse. Collaboration à l’Exposition de Barcelone
- 1925 : « L’Ambassade Française ». Participation à l’Exposition internationale des Arts décoratifs et industriels modernes à Paris
- 1927 : Collaboration à l’Exposition internationale de Leipzig, à L'Exposition Française de Madrid et a l'Exposition des Arts Appliqués de Nice
- 1928 : Une Exposition d’Art Décoratif à Tokyo
- 1929 : Participation à l’Exposition internationale de 1929 à Barcelone
- 1931 : Participation à l’Exposition coloniale internationale (1931). Exposition artistique coloniale du Palais des Beaux-Arts
- 1932 : Constitution du Comité d’études pour l’Exposition universelle de 1937 et organisation d’un Concours préparatoire
- 1933 : Exposition des Concours organisés par la Décoration française contemporaine pour la création de modèles d’art décoratif appliqué à l'industrie
- 1934 : 24e SAD au Grand Palais, comprenant une section d’art japonais. Concours de monnaie et de timbres
- 1935 : Participation à l’Exposition universelle de 1935 de Bruxelles
- 1937 : Participation à l’Exposition Internationale des Arts et Techniques dans la Vie Moderne, thème « Le Pavillon de la Société des Artistes Décorateurs »
- 1958 : Participation à l'exposition universelle de 1958 à Bruxelles
- 1968 : Participation à l'exposition « Les assises du siège contemporain », au Musée des arts décoratifs de Paris
- 1995 : SAD à Beyrouth[19]
- 2007 : SAD thème « Le sens de l’autre »[20].